# Lac Göygöl
Le lac Göygöl, en azéri : Göygöl, littéralement « le lac bleu », est un lac de retenue naturel en Azerbaïdjan. Il est situé sur les contreforts de la chaîne de Mourovdag, à proximité de Gandja.

## Histoire
Un tremblement de terre frappe la région le 25 septembre 1139, et provoque l'éboulement de fragments du mont Kapaz qui bloquent le lit de la rivière Kürəkçay. Cette modification du trajet de la rivière entraîne la création d'un lac d'eau de montagne pure, d'où le nom « lac bleu » qui lui est donné, pour la pureté de son eau. La ville voisine de Khanlar est rebaptisée du nom du lac Göygöl le 25 avril 2008. La ville fondée sous le nom d'Helenendorf par les premiers colons allemands en Azerbaïdjan en 1819 et avec une minorité allemande considérable jusqu'en 1941 est renommée Khanlar en 1938. En 1941, les colons allemands sont transférés par les autorités soviétiques au Kazakhstan et leurs maisons sont occupées par des Arméniens sur ordre d'Anastas Mikoyan. En 1925, le lac Göygöl est intégré à la nouvelle « réserve d'État de Goy Gol » qui est remplacée en 2008 par le parc national de Göygöl.

## Description
La région du Grand Göygöl comptabilise habituellement 19 lacs, dont huit appartiennent à la catégorie des grands lacs, parmi lesquels Maralgol, Zelilgöl, Qaragöl. Le lac Göygöl est situé à 1 556 mètres d'altitude. Sa longueur totale atteint 6 460 mètres, sa profondeur est de 93 mètres. En raison de la pureté de l'eau, on peut voir clairement la vie sous-marine jusqu'à 8 ou 10 mètres sous la surface. La faune du lac est très riche. La truite Göygöl est le résultat d'une évolution naturelle à partir de la truite de rivière depuis la création naturelle du lac. La région de Göygöl est connue pour ses hivers secs et ses étés doux ou chauds. Les précipitations varient de 600 à 900 mm. Un corps d'armée azerbaïdjanais stationne près de Göygöl. Le lac est une attraction touristique majeure au printemps et en été. En 2009, plus de 4500 touristes ont visité Göygöl. Parmi les touristes, beaucoup sont des ressortissants allemands. Dans les environs de Göygöl, il subsiste de nombreux monuments de la culture allemande et une ancienne église luthérienne allemande construite en 1854.

## Dans la culture populaire
En raison de sa beauté, le lac Göygöl est une source d'inspiration pour de nombreux romans, poèmes et groupes de musique.